# Trenomyces
Trenomyces — рід грибів родини Laboulbeniaceae. Назва вперше опублікована 1909 року.